# 5.º distrito congresional de Luisiana
El 5.º distrito congresional es un distrito congresional que elige a un Representante para la Cámara de Representantes de los Estados Unidos por el estado de Luisiana.  Según la Oficina del Censo, en 2011 el distrito tenía una población de 643 526 habitantes. Actualmente el distrito está representado por el Republicano Rodney Alexander.

## Geografía
El 5.º distrito congresional se encuentra ubicado en las coordenadas 31°45′59″N 91°49′25″O / 31.76639, -91.82361.

## Demografía
Según la Oficina del Censo de los Estados Unidos, en 2011 había 643 526 personas residiendo en el 5.º distrito congresional. De los 643 526 habitantes, el distrito estaba compuesto por 408 041 (63.4%) blancos; de esos, 402 186 (62.5%) eran blancos no latinos o hispanos. Además 224 154 (34.8%) eran afroamericanos o negros, 2 700 (0.4%) eran nativos de Alaska o amerindios, 4 436 (0.7%) eran asiáticos, 62 (0%) eran nativos de Hawái o isleños del Pacífico, 3 215 (0.5%) eran de otras razas y 6 773 (1.1%) pertenecían a dos o más razas. Del total de la población 13 073 (2%) eran hispanos o latinos de cualquier raza; 9 009 (1.4%) eran de ascendencia mexicana, 686 (0.1%) puertorriqueña y 279 (0%) cubana. Además del inglés, 771 (1.6%) personas mayor a cinco años de edad hablaban español perfectamente.
El número total de hogares en el distrito era de 233 671, y el 67.9% eran familias en la cual el 29.6 tenían menores de 18 años de edad viviendo con ellos. De todas las familias viviendo en el distrito, solamente el 46% eran matrimonios. Del total de hogares en el distrito, el 4.2 eran parejas que no estaban casadas, mientras que el 0.2% eran parejas del mismo sexo. El promedio de personas por hogar era de 2.61. 
En 2011 los ingresos medios por hogar en el distrito congresional eran de US$32 768, y los ingresos medios por familia eran de US$58 954. Los hogares que no formaban una familia tenían unos ingresos de US$77 924. El salario promedio de tiempo completo para los hombres era de US$40 307 frente a los US$28 566 para las mujeres. La renta per cápita para el distrito era de US$18 819. Alrededor del 19.9% de la población estaban por debajo del umbral de pobreza.